# Dalsvik, Esbo stad
Dalsvik (finska: Laaksolahti) är en stadsdel i Esbo stad och hör administrativt till Stor-Alberga storområde. Det finns tre mindre statistikområden i Dalsvik, nämligen Jupper, Källstrand och Sveinsdalen. Sjön Långträsk och bostadsområdet Trastmossen finns i Dalsvik. 
Namnet Dalsvik härstammar från namnet på en gård som nämndes redan år 1722. Namnet bottnar i det tidigare namnet på en vik, Dalswiken (1773). Det finska namnet Laaksolahti togs i bruk på 1940-talet efter att området parcellerats.
I Dalsvik finns bland annat flera skolor, bibliotek, simstrand och Dalsviks idrottspark med ishall, fotbollsplan och -hall, konditionsbana och tennis- och badmintonhall. De flesta hus i Dalsvik är egnahemshus och området är ett före detta villaområde som kommer fram bland annat på vägnamnen: Första Villavägen, Åttonde Villavägen, Villabranten etc. Dalsviks postnummerområde hör till Finlands topp 10 då det gäller invånarnas inkomster. 